# Montcalm (cuirassé)
Pour les autres navires du même nom, voir Montcalm (navire).
Le Montcalm est une corvette cuirassée de classe Alma construite à l'arsenal de Rochefort pour la Marine française. Lancé en 1868 puis armée l'année suivante, il sert notamment en mer du Nord, en Chine et dans l'océan Pacifique avant d'être désarmé en 1891.

## Conception
En 1865, la construction de la Belliqueuse selon des plans d'Henri Dupuy de Lôme donne des résultats encourageants. Il est alors décidé de lancer la construction de sept corvettes cuirassées basées là-dessus, mais dotées d'une vitesse plus grande et d'une artillerie plus puissante et mieux disposée : la classe Alma. Les dimensions sont quasiment identiques, tout comme le déplacement. Dotés d'une carène en bois, les cuirassés ont une ceinture blindée de 15 cm, et les œuvres mortes à l'avant et à l'arrière du réduit sont en tôle de 15 mm. Ces navires, conçus eux aussi par Dupuy de Lôme disposent d'une propulsion hybride : grées en trois-mâts barque avec une surface de voile de 1 450 m2, ils sont propulsés par une hélice Mangin mue par une machine alternative à trois cylindres, elle-même alimentée par des chaudières Creusot.
Côté armement, la corvette dispose de six canons de 19 cm : 4 sont disposés dans un réduit central, et deux autres sur les gaillards dans des tourelles barbettes. Celles-ci ont un blindage de 10 cm et peuvent tirer en chasse et en retraite.

## Histoire
La construction du Montcalm commence le 26 octobre 1865 à l'arsenal de Rochefort. La corvette cuirassée est lancée le 16 octobre 1868 et armée le 16 juin 1869. Aux ordres du capitaine de vaisseau Rozier elle passe par Brest puis Cherbourg avant de rallier la mer Méditerranée jusqu'en mai 1870. Elle passe alors sous les ordres du commandant Regnier et part en campagne en mer du Nord. Le 16 août elle capture le trois-mâts barque Union, puis surveille la corvette prussienne SMS Arcona. Après une croisière dans l'Atlantique en 1871, le Montcalm est mis en réserve à Cherbourg.
En octobre 1873, il est réarmé sous les ordres du commandant Lespès et par pour la Chine afin de remplacer la Belliqueuse. Il part finalement de Cherbourg le 5 janvier 1874 pour effectuer sa campagne en Chine et au Japon. De retour à Cherbourg le 20 mai 1876, le navire est placé en réserve. En 1882, il effectue une campagne dans le Pacifique sous les ordres du commandant Franquet. Le Montcalm est finalement condamné le 2 avril 1891.